# Peychūn
Peychūn (persiska: پائی چون, پیچون) är en ort i Iran.   Den ligger i provinsen Kurdistan, i den nordvästra delen av landet, 400 km väster om huvudstaden Teheran. Peychūn ligger 1 570 meter över havet och antalet invånare är 232.
Terrängen runt Peychūn är kuperad.Runt Peychūn är det ganska tätbefolkat, med 60 invånare per kvadratkilometer. Närmaste större samhälle är Shūyesheh, 6,6 km öster om Peychūn. Trakten runt Peychūn består i huvudsak av gräsmarker.